# Грендеріх
Грендеріх (нім. Grenderich) — громада в Німеччині, розташована в землі Рейнланд-Пфальц. Входить до складу району Кохем-Целль. Складова частина об'єднання громад Цель.
Площа — 8,51 км2. Населення становить 395 ос. (станом на 31 грудня 2020).